# Rising
Rising (также называемый Rainbow Rising) — второй студийный альбом группы Rainbow, вышедший в 1976 году.

## История создания
Запись альбома началась в феврале 1976 года, когда музыканты собрались в мюнхенской студии Musicland. Продюсером этого альбома, как и предыдущего, стал Мартин Бёрч. На запись альбома Rising понадобилось всего 10 дней. Музыканты играли столь чётко и слажено, что большинство композиций было записано за 2−3 дубля, «Light in the Black» удалась с первой попытки.
Проведя несколько недель на репетиции группы (в деревенском доме за пределами Мюнхена), процесс записи был на удивление коротким, по словам Кози Пауэлла. «Я думаю, что идея заключалась в том, чтобы попытаться записать всё как можно быстрее. Это была не заранее изготовленная пластинка. Всё было сделано спонтанно, и вклад музыкантов — это то, как вы это слышите, поэтому, возможно, это один из лучших альбомов, которые мы сделали».

## Об альбоме
Альбом начинается с клавишного вступления Тони Кэри к «Tarot Woman». «Мне особенно нравится соло на Minimoog, которым Тони открывает „Tarot Woman“», — сказал Ричи Блэкмор. «Это было самое первое соло, которое он сделал. Он сказал, что может сделать гораздо лучше, вернулся в студию и играл около часа, но всё это не могло сравниться с первым соло». Затем звучит гитара Ричи Блэкмора, плавно появляясь в структуре песни с «пулемётным риффом» (по выражению музыкального критика Мартина Попоффа), за которым следует громкое барабанное вступление Кози Пауэлла. В этот момент Ронни свободен, чтобы продолжить развивать мир волшебства, который он создал в предыдущем альбоме группы.
Композицию «Starstruck», которая вошла в концертный сет-лист группы в 1976-77 годах, Мартин Попофф подверг критике в своём обзоре для Goldmine Magazine. Хотя он и оценивает положительно «театральные смены аккордов», вокал Ронни Дио и то, как Ричи Блэкмор использует слайд-гитару для своего соло, критик считает, что «Starstruck» — это определённо шаффл, и полагает неуместной агрессию Кози Пауэлла на барабанах, несмотря на «забавное неумение этого человека играть шаффл».
«Stargazer» — восьмиминутный эпик, открывающий вторую сторону оригинальной  пластинки, соединил в себе хеви-метал, прогрессивный и симфонический рок, — повествует о волшебнике, чья затея взлететь путём строительства башни до самых звёзд привела к трагедии и порабощению большого количества людей. Журнал Revovler считает, что Дио заставил песню о волшебнике звучать не банально и надуманно, а вместо этого создал настоящую притчу о высокомерии, человеческой природе и решимости, которую можно применить к любой обстановке, человеку или времени. По общему признанию, это величайшая песня Rainbow всех времён, но в ней критики выделяют вступление: Кози Пауэлл демонстрирует своё мастерство на барабанах, а Ричи Блэкмор вступает со своим узнаваемым риффом в среднем темпе. В кульминации песни звучит  Мюнхенский филармонический оркестр, а Ричи Блэкмор исполняет гитарное соло, которое газета The Guardian назвала «потрясающим соло с восточным колоритом — работа человека на самом пике своих возможностей». В 2023 году трек «Stargazer» занял 14-е место в рейтинге «100 величайших хэви-метал песен всех времён» по версии журнала Rolling Stone. В 2022 году гитарное соло Ричи Блэкмора из композиции «Stargazer» вошло в первую десятку рейтинга «75 величайших гитарных соло всех времён», составленного по итогам голосования слушателей британской радиостанции Planet Rock.
Следующая за ней «A Light in the Black» рассказывает о рабах, потерявших смысл существования после смерти волшебника и не знающих, куда направиться и что делать. Мартин Попофф в своём обзоре считает, что это одна из самых топовых классических вещей Rainbow и ранний пример спид-метала на пути к влиянию на трэш. Изначально названная «Coming Home», финальная версия длится восемь минут; в ней есть огромный фрагмент, где гитарист Ричи Блэкмор и клавишник Тони Кэри устраивают легендарную дуэль.

## Релиз и признание
Альбом поступил в продажу в мае того же года, поднявшись до 48-го места в Billboard Top LPs & Tape и до 11-го места в Великобритании.  
Согласно All Music Guide, «Блэкмор и Дио на пике их творческих сил… [Альбом] запечатлел неоклассические металлические изыскания гитариста в самом амбициозном виде, и освоение певцом фэнтезийной лирики — образец того, чем он займётся после этого.»
В течение следующих нескольких лет Rising приобрёл статус классического в хард-роке. В 1981 году Rising возглавил читательский список «100 величайших хеви-метал-альбомов всех времён», составленный журналом Kerrang!. В 2002 году альбом занял 22-ю позицию в рейтинге «100 лучших рок-альбомов всех времён» по версии журнала Classic Rock, а в 2019 году оказался на 23-м месте обновлённого списка «50 лучших рок-альбомов всех времён». В 2020 году тот же Classic Rock включил Rising в список «10 важнейших металлических альбомов 70-х годов», а в 2021 году — в список «30 альбомов, которые создали хеви-метал». В 2017 году журнал Rolling Stone поставил Rising на 48-е место рейтинга «100 величайших металлических альбомов всех времён». В 2024 году журнал Metal Hammer включил Rising в свой список «500 лучших металлических альбомов всех времён». 

## Обложка
Рисунок на обложке выполнен американским художником Кеном Келли.

С Rainbow мы встретились в их нью-йоркском офисе, куда они приехали вместе со своим менеджером. Эти парни чётко знали, чего хотят, и дали мне подробные инструкции — мол, им бы хотелось видеть гигантскую руку, поднимающуюся из моря и хватающую радугу, — и особо подчеркнули, что здесь обязательно должен присутствовать некий драматический эффект. Они очень настаивали на том, чтобы я поместил изображение совы в нижнем левом углу обложки. Понятия не имею, какую они преследовали при этом цель, но честно говоря, я не стремился задавать им слишком много вопросов.
Этот заказ с самого начала показался мне необычным. Когда они мне сказали про за́мок, я, помнится, подумал, что меня здесь используют лишь в качестве рисовальщика. Впрочем, жаловаться было грех — деньги они мне заплатили действительно хорошие.

## Критика
Оригинальные обзоры приведены по изданию Rock Candy Magazine.
От самых ранних записей Deep Purple до этого второго альбома с его сольной группой, нет ни единой ошибки в записи, в которой участвует Ричи Блэкмор. Здесь, подстрекаемый автором текста и вокалистом Ронни Дио, гитарист и композитор Ричи Блэкмор продолжает править своим особенно темным уголком Вселенной.Роберт Дункан, Rolling Stone, 1976
„Rainbow Rising“ - это термоядерный рок-н-ролл... Прослушивая альбом дома, замечание, которое чаще всего обсуждалось, было: „За некоторыми исключениями, это лучше, чем всё, что Блэкмор когда-либо делал с Deep Purple“. Я склонен соглашаться, и есть вероятность, что вы тоже.Джефф Бартон, Sounds, 1976

## Список композиций
Слова и музыка всех песен — Ронни Джеймс Дио и Ричи Блэкмор.
| №  | Название                 | Длительность |
| -- | ------------------------ | ------------ |
| 1. | «Tarot Woman»            | 5:58         |
| 2. | «Run with the Wolf»      | 3:48         |
| 3. | «Starstruck»             | 4:06         |
| 4. | «Do You Close Your Eyes» | 2:58         |

| №  | Название               | Длительность |
| -- | ---------------------- | ------------ |
| 5. | «Stargazer»            | 8:26         |
| 6. | «A Light in the Black» | 8:12         |

### Делюкс-издание 2011 года
| №   | Название                                   | Длительность |
| --- | ------------------------------------------ | ------------ |
| 1.  | «Tarot Woman» (New York Mix)               | 6:01         |
| 2.  | «Run with the Wolf» (New York Mix)         | 3:41         |
| 3.  | «Starstruck» (New York Mix)                | 4:06         |
| 4.  | «Do You Close Your Eyes» (New York Mix)    | 3:00         |
| 5.  | «Stargazer» (New York Mix)                 | 8:26         |
| 6.  | «A Light in the Black» (New York Mix)      | 8:12         |
| 7.  | «Tarot Woman» (Los Angeles Mix)            | 6:05         |
| 8.  | «Run with the Wolf» (Los Angeles Mix)      | 3:45         |
| 9.  | «Starstruck» (Los Angeles Mix)             | 4:05         |
| 10. | «Do You Close Your Eyes» (Los Angeles Mix) | 2:58         |
| 11. | «Stargazer» (Los Angeles Mix)              | 8:22         |
| 12. | «A Light in the Black» (Los Angeles Mix)   | 8:11         |

| №  | Название                                     | Длительность |
| -- | -------------------------------------------- | ------------ |
| 1. | «Tarot Woman» (Rough Mix)                    | 6:06         |
| 2. | «Run with the Wolf» (Rough Mix)              | 3:49         |
| 3. | «Starstruck» (Rough Mix)                     | 4:04         |
| 4. | «Do You Close Your Eyes» (Rough Mix)         | 3:04         |
| 5. | «Stargazer» (Rough Mix; with keyboard intro) | 9:08         |
| 6. | «A Light in the Black» (Rough Mix)           | 8:12         |
| 7. | «Stargazer» (Pirate Sound Tour Rehearsal)    | 8:34         |

## Участники записи
- Ронни Джеймс Дио — вокал
- Ричи Блэкмор — гитара
- Тони Кэри — клавишные
- Джимми Бэйн — бас-гитара
- Кози Пауэлл — барабаны
- Мюнхенский филармонический оркестр, дирижёр Райней Питч

## Чарты
| Год  | Чарт                          | Позиция |
| ---- | ----------------------------- | ------- |
| 1976 | UK Albums Chart               | 11      |
| 1976 | RPM100 Albums (Canada)        | 17      |
| 1976 | Swedish Albums Chart          | 23      |
| 1976 | New Zealand Albums Charts     | 36      |
| 1976 | German Albums Chart           | 38      |
| 1976 | Billboard 200 (USA)           | 48      |
| 2011 | Oricon Japanese Albums Charts | 67      |

## Сертификации
| Страна         | Организация | Альбом                           | Год  | Продажи               |
| Великобритания | BPI         | Rising — Original Edition (1976) | 1979 | золотой (+ 100,000)   |
| Великобритания | BPI         | Rising — Deluxe Edition (2011)   | 2013 | серебряный (+ 60,000) |